# 維利內 (波洛希區)
47°26′48″N 37°11′7″E / 47.44667°N 37.18528°E
維利內（烏克蘭語：Вільне）是位於烏克蘭東南部的村莊，由扎波羅熱州波洛希區的羅濟夫卡市鎮負責管轄。該村始建於1824年，面積0.95平方公里，海拔高度170米，2001年人口214，人口密度每平方公里225.7人。